# Lesley Manyathela
Phuti Lesley Manyathela (Musina, 4 settembre 1981 – Musina, 9 agosto 2003) è stato un calciatore sudafricano, di ruolo attaccante.

## Biografia
Soprannominato Slow Poison, è morto in un incidente stradale alle 22:30 ore locali; la sua auto, in cui viaggiavano anche altri due compagni di squadra rimasti feriti, si è ribaltata. Stava tornando a casa dopo aver giocato nei quarti di finale di coppa a Johannesburg, dove ha segnato nella sconfitta per 2-1 contro il Jomo Cosmos. Aveva due figli.
A seguito della scomparsa la società Orlando Pirates decise di ritirare in suo onore la maglia numero 22, così come – temporaneamente fino al termine dei Mondiali 2006 – la Federazione con il suo numero di maglia in nazionale (il 19), e la Lega nazionale ha ribattezzato in suo onore il trofeo per il miglior marcatore stagionale in Sudafrica, adesso chiamato Lesley Manyathela Golden Boot.

## Caratteristiche tecniche
Era un attaccante molto prolifico in termini di realizzazione.

## Carriera

### Club
Inizia la carriera con il Dynamos nella seconda serie del campionato, giocando 28 partite e segnando 17 gol.
Ha esordito con gli Orlando Pirates nel 2000, a 19 anni. Nella sua prima stagione in massima serie ha giocato 4 partite segnando 3 gol e vincendo il campionato. Nella stagione successiva 2001-2002 è stato il secondo miglior marcatore dietro Ishmael Maluleke.
Nella stagione 2002-2003 ha vinto il premio "Scarpa d'Oro" con 22 gol all'attivo, diventando il secondo giocatore dei "Pirati" a ottenere il premio, vincendo anche il campionato. Grazie a queste prestazioni riuscì a ottenere un provino con la squadra francese del Lione e quella greca dell'OFI Creta.
Avvia la stagione 2003-2004 con un gol all'esordio in campionato, prima della sua prematura scomparsa il 9 agosto 2003.

### Nazionale
Ha rappresentato il Sudafrica a livello Under-20, dove ha collezionato una rete in cinque presenze, e a livello Under-23 dove ha segnato 6 gol in 13 presenze.
Ha debuttato con la nazionale maggiore contro l'Arabia Saudita il 20 marzo 2002. Sette giorni dopo ha ricevuto il suo primo e unico cartellino rosso in carriera, espulso in un'amichevole persa 4-1 contro la Georgia. Il suo primo gol in nazionale è arrivato nell'amichevole contro il Madagascar nel marzo 2003, a cui ha fatto seguito una doppietta nella vittoria per 3-1 sul Trinidad e Tobago a giugno. Complessivamente ha fatto registrare 3 gol in 9 presenze in nazionale maggiore.

## Palmarès

### Club

#### Competizioni nazionali
- Premier Soccer League (Sudafrica): 2

Orlando Pirates: 2000-2001, 2002-2003

### Individuale
- Lesley Manyathela Golden Boot (capocannoniere): 1 (2002-2003)